# ولادیمیر نیکیتین (اسکی باز)
ولادیمیر نیکیتین (روسی: Влади́мир Васи́льевич Ники́тин؛ ۱۴ ژوئیهٔ ۱۹۵۹ – ) اسکی‌باز صحرانوردی اهل اتحاد جماهیر شوروی سوسیالیستی بود.